# Spotkania Ossolińskie
Spotkania Ossolińskie – cykl comiesięcznych wykładów z dziedziny historii, polityki i kultury odbywających się we Lwowie od 2006 r. w ramach współpracy Zakładu Narodowego im. Ossolińskich z Lwowską Narodową Naukową Biblioteką Ukrainy im. W. Stefanyka. Spotkania odbywają się pod honorowym patronatem Konsula Generalnego RP we Lwowie.

## Wykłady
Celem Spotkań Ossolińskich jest upowszechnianie wiedzy o Europie Środkowo-Wschodniej, popularyzacja zagadnień związanych z historią i kulturą Polski i Ukrainy, przekazywanie dobrych praktyk i doświadczeń polskich instytucji kultury partnerom. Wśród zaproszonych gości znaleźli się m.in. politycy (np. Hanna Suchocka, Piotr Gliński, Rafał Dutkiewicz), ludzie kultury (np. Andrzej Seweryn), pisarze (np. Marek Krajewski) i naukowcy (np. Franciszek Longchamps de Bérier).

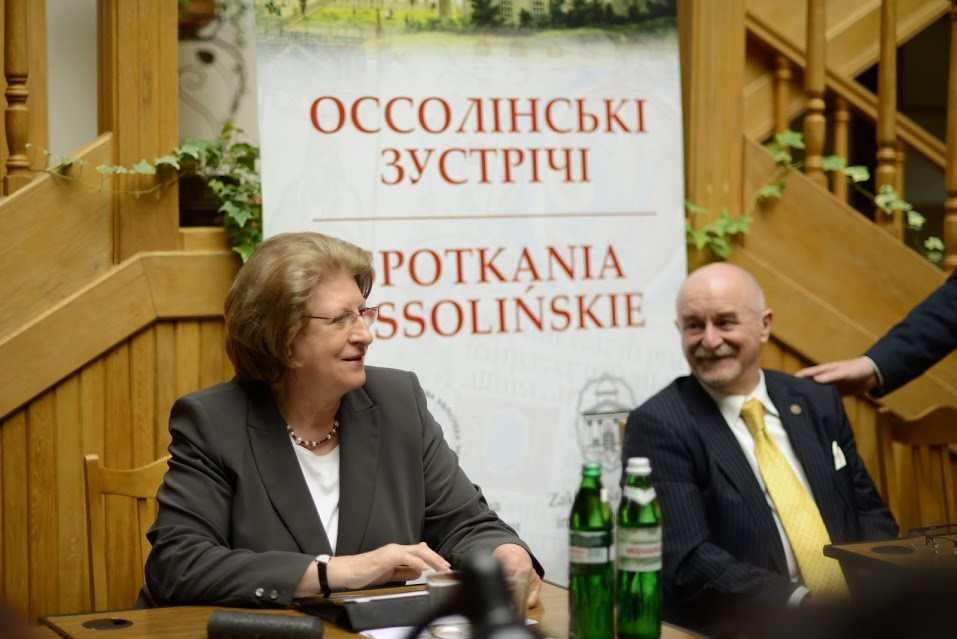
Hanna Suchocka i Jan Malicki, 50 Spotkanie Ossolińskie, 2015

### W ramach cyklu odbyło się dotychczas (2021) 95 spotkań
1. Bohdan Osadczuk i Bogumiła Berdychowska, Jerzy Giedroyć i jego wizja stosunków polsko- ukraińskich, 28 listopada 2006
2. Prof. Jan Kubik, socjolog, Ameryka, Rosja, Europa Środkowa: stereotypy i rzeczywistość, 26 marca 2007
3. Prof. Wojciech Tygielski, historyk, Uniwersytet Warszawski, Włosi w Rzeczypospolitej XVI i XVII wieku, 18 czerwca 2007
4. Bogdan Gancarz, dziennikarz, historyk, Aktualność Lipińskiego. Na marginesie książki My szlachta ukraińska… Zarys życia i działalności Wacława Lipińskiego 1882–1914, 10 grudnia 2007
5. Prof. Andrzej Nowak, historyk, Uniwersytet Jagielloński, Imperializm rosyjski, 17 czerwca 2008
6. Katarzyna Herbertowa, Tomasz Merta, Jacek Łukasiewicz, Wiktor Dmytruk, Andrij Pawłyszyn, Herbert. Tradycje, 24 września 2008
7. Prof. Jan Pisuliński, historyk, Uniwersytet Rzeszowski, Nie tylko Petlura. Kwestia ukraińska 1918–1923, 19 grudnia 2008
8. Dyrektor ZNiO Adolf Juzwenko, Historia Zakładu Narodowego im. Ossolińskich, 15 maja 2009
9. Prof. Stanisław Szuszkiewicz, naukowiec i polityk białoruski, Europa Wschodnia 20 lat po Wiskulach. Oczami świadka, 29 marca 2010
10. Prof. Andrzej Kunert i ambasador Paweł Kowal, Dwa wymiary tragedii katyńskiej 1940–2010, 26 kwietnia 2010
11. Prof. Dieter Bingen, Niemcy – Polska: od wrogości do wspólnoty, 24 maja 2010
12. Dyrektor ZNiO Adolf Juzwenko i dyrektor LNNBU Myroslav Romaniuk, Od sporów do współpracy: Zakład Narodowy im. Ossolińskich i Lwowska Narodowa Naukowa Biblioteka im. W. Stefanyka, 5 października 2010
13. Prof. Andrzej Nowak, historyk, Uniwersytet Jagielloński, Mocarstwa zachodnie wobec niepodległości Ukrainy: 1920 (i 2010), 8 listopada 2010
14. Spotkanie z Międzyrządową Komisją Polsko-Ukraińską ds. ochrony i zwrotu dóbr kultury utraconych i bezprawnie przemieszczonych podczas drugiej wojny światowej, 1 grudnia 2010
15. Prof. Bohdan Cywiński, historyk idei, publicysta, Kultury narodowe a rusyfikacja w XIX w., 7 lutego 2011
16. Prof. Andrzej Mencwel, historyk literatury, Uniwersytet Warszawski, Europa Środkowa oczami Jerzego Giedroycia, 14 marca 2011
17. Ambasador Henryk Litwin, Status ziem ruskich w dawnej Rzeczypospolitej, 4 kwietnia 2011
18. Prof. Zdzisław Mach, socjolog, Uniwersytet Jagielloński, Europeizacja i globalizacja, 16 maja 2011
19. Prof. Jerzy Stępień, prawnik, senator, prezes Trybunału Konstytucyjnego, XX-lecie polskiej decentralizacji, 7 listopada 2011
20. Prof. Mieczysław Dąbrowski, literaturoznawca, Uniwersytet Warszawski, Literatura kresowa w świetle krytyki postkolonialnej, 12 grudnia 2011
21. Prof. Marek Krawczyk, rektor Uniwersytetu Medycznego w Warszawie, Maria Skłodowska-Curie – znaczenie jej odkryć dla medycyny, 6 lutego 2012
22. Prof. Roman Duda, matematyk, Uniwersytet Wrocławski, Lwowska szkoła matematyczna, 5 marca 2012
23. Prof. Jaroslav Hrycak, ukraiński historyk, dyrektor Instytutu Badań Naukowych Uniwersytetu Lwowskiego, Między historią a polityką. Wykład poświęcony Ivanowi Łysiakowi-Rudnickiemu, 2 kwietnia 2012
24. Prof. Tadeusz Luty, chemik, Politechnika Wrocławska, O autonomii uniwersytetu, 7 maja 2012
25. Prof. Andrzej Zoll, prawnik, Uniwersytet Jagielloński, Społeczeństwo obywatelskie, 11 czerwca 2012
26. Prof. Stanisław Waltoś, prawnik, Uniwersytet Jagielloński, Paradoksy grabieży krakowskiego ołtarza Wita Stwosza w latach 1939–1940, 3 października 2012. Spotkanie było imprezą towarzyszącą wspólnego posiedzenia Rad Naukowych LNNBU i ZNiO.
27. Prof. Mirosław Wyrzykowski, prawnik, sędzia Trybunału Konstytucyjnego, Czy konstytucja jest wartością absolutną?, 5 listopada 2012
28. Prof. Stanisław Nicieja, historyk, Uniwersytet Opolski, Fenomen Lwowa w kulturze europejskiej, 3 grudnia 2012
29. Jarosław Giemza, kierownik Działu Sztuki Cerkiewnej Muzeum-Zamku w Łańcucie, Muzeum-Zamek w Łańcucie, historia i dzień dzisiejszy, 4 lutego 2013
30. Romuald Nowak, dyrektor Panoramy Racławickiej, Zagmatwane losy Panoramy Racławickiej, 4 marca 2013
31. Prof. dr. hab. Andrzej Rottermund, dyrektor Zamku Królewskiego w Warszawie, Świątynie Przeszłości. O roli muzeów polskich w kształtowaniu świadomości narodowej i politycznej Polaków od XVIII do XX wieku, 8 kwietnia 2013
32. Ewa Kobierska-Maciuszko, dyrektor Biblioteki Uniwersytetu Warszawskiego w latach 2003–2013, Biblioteki akademickie u progu ery cyfrowej – przypadek Biblioteki Uniwersyteckiej w Warszawie, 13 maja 2013
33. Spotkanie zatytułowane Lwów. Cronica Urbis, 1918–1946. Wzięli w nim udział Agnieszka Biedrzycka, autorka Kalendarium Lwowa 1918–1939 (2013) oraz prof. Grzegorz Mazur, współautora Kroniki 2350 dni wojny i okupacji Lwowa (2007), 3 czerwca 2013
34. Prof. Andrzej Rzepliński, prezes Trybunału Konstytucyjnego, Niezawisłość sędziowska, 2 września 2013
35. Prof. Jacek Purchla, dyrektor Międzynarodowego Centrum Kultury i członek Rady Naukowej ZNiO, Kraków i Lwów przełomu XIX i XX wieku wobec nowoczesności, 7 października 2013
36. Prof. Marek Budzyński, architekt, profesor Politechniki Warszawskiej, Miasto – krajobraz współżycia Natury i Kultury, 4 listopada 2013
37. Prof. Wiesław Caban, historyk, Uniwersytet Jana Kochanowskiego w Kielcach, Powstanie Styczniowe 1863. Postawy społeczeństwa wobec walki zbrojnej, 2 grudnia 2013
38. Dr Andrzej Grajewski, redaktor tygodnika „Gość Niedzielny”, i Marcin Przeciszewski, prezes Katolickiej Agencji Informacyjnej, Dialog i wsparcie. Kościół w Polsce wobec prawosławia, kościoła greckokatolickiego i kościoła łacińskiego na Wschodzie, 3 lutego 2014
39. Prof. Jan Jacek Bruski z Instytutu Historii Uniwersytetu Jagiellońskiego, Polska wobec Wielkiego Głodu na Ukrainie, 1932–1933, 3 marca 2014
40. Spotkanie specjalne z Adamem Zagajewskim, poetą, prozaikiem, tłumaczem, 7 kwietnia 2014
41. Prof. Jerzy Zdrada, historyk, Tajemne państwo polskie w czasie powstania styczniowego 1863–1864, 5 maja 2014
42. Prof. Irena Lipowicz, Rzecznik Praw Obywatelskich, Znaczenie wyborów 4 czerwca 1989 roku dla rozwoju społeczeństwa obywatelskiego w Polsce, 2 czerwca 2014
43. Nadzwyczajne Spotkanie Ossolińskie poświęcone pamięci Ludwika Bernackiego (1882–1939), ostatniego przedwojennego dyrektora Ossolineum, w 75-lecie jego śmierci, 19 września 2014
44. Prof. Marian Ursel, kierownik Zakładu Historii Literatury Romantyzmu Instytutu Filologii Polskiej na Uniwersytecie Wrocławskim, Aleksander Fredro na scenie życia i teatru, 6 października 2014
45. Prof. Tomasz Jasiński, dyrektor Biblioteki Kórnickiej, Biblioteka Kórnicka – historia i zbiory, 3 listopada 2014
46. Dr Łukasz Kamiński, prezes Instytutu Pamięci Narodowej, Polskie rozliczenia z przeszłością 25 lat po upadku komunizmu, 1 grudnia 2014
47. Senator Marek Rocki, Rola i miejsce Senatu w polskim procesie legislacyjnym, 2 lutego 2015
48. Dyrektor Krajowej Szkoły Administracji Publicznej Jan Pastwa, Służba Cywilna w Polsce, 2 marca 2015
49. Dr Anna Jasińska, historyk sztuki, kustosz Muzeum Uniwersytetu Jagiellońskiego, oraz dr hab. inż. arch. Artur Jasiński, profesor na Wydziale Architektury i Sztuk Pięknych Krakowskiej Akademii im. Andrzeja Frycza Modrzewskiego w Krakowie, Stare kolekcje – nowa architektura. Dylematy modernizacji muzeów kolekcjonerskich, 20 kwietnia 2015
50. Premier Hanna Suchocka, Transformacja ustrojowa Polski – osobiste doświadczenie premiera i ambasadora, 5 maja 2015
51. Prof. Lech Mróz, etnolog, emerytowany prof. Uniwersytetu Warszawskiego, Między pamięcią a pragmatyzmem. Stosunki polsko-ukraińskie na pograniczu, 2 czerwca 2015
52. Dr Marek Krajewski, latynista, autor kryminałów, laureat Paszportu Polityki, Przedwojenny Lwów jako przestrzeń literacka, 7 września 2015
53. Jerzy Petrus, wicedyrektor Zamku Królewskiego na Wawelu, członek Rady naukowej ZNiO, Wojenne losy skarbów wawelskich, 5 października 2015
54. Dr Łukasz Koniarek, kierownik Działu Numizmatycznego ZNiO, Plastyczna Panorama Dawnego Lwowa inż. Janusza Witwickiego, 9 listopada 2015
55. Prof. Krzysztof Szwagrzyk, Polska szuka swoich bohaterów, 7 grudnia 2015
56. Zygmunt Berdychowski, przewodniczący Rady Programowej Forum Ekonomicznego w Krynicy-Zdroju, Polska transformacja w latach 1990–2015, 8 lutego 2016
57. Matthew Bryza, ambasador USA w Azerbejdżanie w latach 2011–2012, Polityka USA wobec Rosji i Europy Wschodniej, 7 marca 2016
58. Prof. Jarosław Prytula, docent w Katedrze Analizy Matematycznej i Funkcjonalnej Uniwersytetu im. Iwana Franki we Lwowie, Życie matematyczne we Lwowie w latach międzywojennych, 4 kwietnia 2016
59. Jarosław Niewierowicz, minister energetyki Republiki Litewskiej w latach 2012–2014, Bezpieczeństwo energetyczne regionu – litewskie doświadczenia, 10 maja 2016
60. Prof. Krzysztof Mikulski, prezes Polskiego Towarzystwa Historycznego, Polskie Towarzystwo Historyczne w 130 rocznicę powstania – bilans dokonań i wyzwania na przyszłość, 13 czerwca 2016
61. Wizyta wicepremiera, Ministra Nauki i Szkolnictwa Wyższego RP, Jarosława Gowina, 24 czerwca 2016
62. Dr Agnieszka Morawińska, dyrektor Muzeum Narodowego w Warszawie, Stanisław Wyspiański. Projekt okna dla Katedry Lwowskiej, 19 września 2016
63. Waldemar Krzystek, reżyser, Polsko-ukraińskie sąsiedztwo – biała plama w polskim filmie, 10 października 2016
64. Prof. Adam Myjak, rektor Akademii Sztuk Pięknych w Warszawie, Moja Akademia, 7 listopada 2016
65. Prof. Adam Redzik, prawnik i historyk, Academia Militans. Rzecz o Uniwersytecie Jana Kazimierza, 5 grudnia 2016
66. Spotkanie z Andrzejem Sewerynem, aktorem i reżyserem teatralnym i filmowym, dyrektorem Teatru Polskiego w Warszawie, 6 lutego 2017
67. Dr Marcin Szeląg, historyk sztuki, wicedyrektor ds. Muzeum Książąt Lubomirskich ZNiO we Wrocławiu, Muzeum Książąt Lubomirskich – przeszłość i plany na przyszłość, 6 marca 2017
68. Dr hab. Ola Hnatiuk, ukrainoznawca, tłumaczka, profesor Uniwersytetu Warszawskiego i Akademii Kijowsko-Mohylańskiej, Znane i nieznane dzienniki okupowanego Lwowa, 3 kwietnia 2017
69. Spotkanie specjalne, rozpoczynające obchody jubileuszu 200-lecia działalności Ossolineum, zatytułowane Polska i Ukraina: wczoraj – dziś – jutro. W spotkaniu wzięli udział: konsul generalny RP we Lwowie Rafał Wolski; dyrektor ZNiO we Wrocławiu Adolf Juzwenko; wicedyrektor LNNBU NAN Ukrainy Wasyl Fersztej; Henryk Litwin, ambasador RP na Ukrainie w latach 2011–2016; Markijan Malski, ambasador Ukrainy w Polsce w latach 2010–2014; dyrektor Studium Europy Wschodniej Uniwersytetu Warszawskiego i współprzewodniczący Polsko-Ukraińskiego Forum Partnerstwa Jan Malicki, 12 maja 2017
70. Specjalne Spotkanie Ossolińskie z cyklu Polska i Ukraina: wczoraj – dziś – jutro, z udziałem ambasadora RP na Ukrainie Jana Piekły oraz ambasadora Ukrainy w Polsce Andrija Deszczycy. Moderatorem spotkania był Jan Malicki, dyrektor Studium Europy Wschodniej Uniwersytetu Warszawskiego i współprzewodniczący Polsko-Ukraińskiego Forum Partnerstwa, 24 maja 2017
71. Prof. Piotr Gliński, minister kultury i dziedzictwa narodowego, Współczesna polityka RP w dziedzinie kultury, 16 czerwca 2017
72. Specjalne Spotkanie Ossolińskie z cyklu Polska i Ukraina: wczoraj – dziś – jutro, z udziałem Rafała Dutkiewicza, prezydenta Wrocławia 2002–2018, oraz prezydenta Lwowa Andrija Sadowego, 3 lipca 2017
73. Zofia Gołubiew, historyk sztuki, dyrektor Muzeum Narodowego w Krakowie w latach 2000–2015, Muzea a wartości. Na przykładzie Muzeum Narodowego w Krakowie, 13 listopada 2017
74. Mariusz Urbanek, pisarz i publicysta, kierownik Gabinetów Świadków Historii w Muzeum Pana Tadeusza, Rudolf Weigl i jego Instytut Badań nad Tyfusem Plamistym we Lwowie, 13 grudnia 2017
75. Jan Malicki, dyrektor Studium Europy Wschodniej Uniwersytetu Warszawskiego i przewodniczący polskiej części Polsko-Ukraińskiego Forum Partnerstwa, Co robić?, 7 marca 2018
76. Prof. Stanisław Bereś, poeta, historyk literatury, krytyk literacki, tłumacz, autor m.in. Rozmów ze Stanisławem Lemem (1987) i Tako rzecze… Lem (2002), Stanisław Lem – meteor czy gwiazda?, 28 marca 2018
77. Dr John Micgiel, Columbia University, visiting professor UW, Polityka zagraniczna Prezydenta Trumpa, 18 kwietnia 2018
78. Dr Jan A. Choroszy, Uniwersytet Wrocławski, Stanisław Vincenz: od Huculszczyzny do „Połoniny”, 16 maja 2018
79. Prof. Brigitte Gautier, Uniwersytet Lille, literaturoznawca, edytorka i tłumaczka, Zbigniew Herbert – pisarz europejski, 13 czerwca 2018
80. Prof. Elżbieta Smułkowa, językoznawczyni, slawistka, w latach 1992–1995 ambasador RP na Białorusi, Pogranicze kulturowe w osobistym doświadczeniu na przykładzie książki „Był dom we Lwowie”, 12 września 2018
81. Prof. Dariusz Stola, historyk, dyrektor Muzeum Historii Żydów Polskich POLIN, Polski rok 1968 – pół wieku później, 3 października 2018
82. Dr. Maciej Kozłowski (Collegium Civitas, Warszawa) i prof. Jarosław Hrycak (Ukraiński Uniwersytet Katolicki, Lwów), Polsko-ukraińska wojna o Lwów, debata, 7 listopada 2018
83. Dr Adolf Juzwenko, dyrektor Zakładu Narodowego im. Ossolińskich, O Mieczysławie Gębarowiczu w 125. rocznicę urodzin, 5 grudnia 2018
84. Marek Mutor, dyrektor Centrum Historii Zajezdnia, Czy powojenny Wrocław zaczął się tutaj? Prezentacja Centrum Historii Zajezdnia i projektu Obertyn, 13 lutego 2019
85. Dorota Janiszewska-Jakubiak, dyrektor Narodowego Instytutu Polskiego Dziedzictwa Kulturowego za Granicą POLONIKA, Nasze, wasze, wspólne? Ochrona dziedzictwa kulturowego Rzeczypospolitej, 6 marca 2019
86. Tomasz Kuba Kozłowski, Dom Spotkań z Historią w Warszawie, Chwała Galicji! Fenomen Powszechnej Wystawy Krajowej 1894 roku, 10 kwietnia 2019
87. Zbigniew Gluza, twórca i prezes Fundacji Karta, Dwa stulecia Ossolineum, cztery dekady KARTY: na rzecz tożsamości, 15 maja 2019
88. Bogumiła Berdychowska, redaktorka oraz Taras Woźniak, dyrektor Lwowskiej Galerii Obrazów; Redaktor i Profesor. Na marginesie korespondencji Jerzego Giedroycia i Bohdana Osadczuka, debata, 19 czerwca 2019
89. Prof. Jakub Lewicki, Mazowiecki Wojewódzki Konserwator Zabytków, Lwów międzywojenny. Miasto, architektura, modernizm, 11 września 2019
90. Dr Tomasz Makowski, dyrektor Biblioteki Narodowej, Biblioteka Narodowa w Warszawie – tradycje i znaczenie, 2 października 2019
91. Specjalne Spotkanie Ossolińskie, Amb. Daniel Fried, amerykański polityk i dyplomata, w latach 1997–2000 ambasador Stanów Zjednoczonych w Polsce, Polska i Ukraina w Wielkiej Strategii Stanów Zjednoczonych, 15 października 2019
92. Krzysztof Czyżewski, współtwórca Ośrodka „Pogranicze – sztuk, kultur, narodów” w Sejnach oraz Międzynarodowego Centrum Dialogu w Krasnogrudzie, Rodzinna Europa XXI wieku – o aktualności Vincenza i Miłosza, 6 listopada 2019
93. Dr Vydas Dolinskas, dyrektor Muzeum Narodowego – Pałacu Wielkich Książąt Litewskich, Pałac Wielkich Książąt Litewskich – odbudowa i funkcjonowanie, 4 grudnia 2019
94. Ks. prof. Franciszek Longchamps de Bérier, kierownik Katedry Prawa Rzymskiego Uniwersytetu Jagiellońskiego, Tradycje łacińskiej Europy i prawo rzymskie, 12 lutego 2020
95. Prof. Włodzimierz Mędrzecki (Polska Akademia Nauk, Warszawa) i prof. Jarosław Hrycak (Ukraiński Uniwersytet Katolicki, Lwów), Czy możemy mówić o Kresach dzisiaj?, debata, 4 marca 2020
96. Anita Soroko, kustosz w Zakładzie Narodowym im. Ossolińskich, Rysunki artystów polskich z Muzeum Książąt Lubomirskich we Lwowie, 2 września 2021.
97. Spotkanie Ossolińskie Gościnnie we Wrocławiu, poświęcone książce "Wasyl Stefanyk. Utwory wybrane". Prof. Mychajło Hnatiuk – redaktor tomu i autor przedmowy, prof. Katarzyna Kotyńska – autorka przekładu na język polski oraz prof. Agnieszka Matusiak – autorka posłowia, Aktualność twórczości Wasyla Stefanyka. Spojrzenie z Polski i z Ukrainy,  31 maja 2022 r.
98. Dr Łukasz Kamiński, dyrektor Zakładu Narodowego im. Ossolińskich, Historia jako narzędzie agresji – rosyjska wojna informacyjna z perspektywy europejskiej, 14 września 2022 r.
99. Prof. Przemysław Żurawski vel Grajewski (Uniwersytet Łódzki) i prof. Jarosław Hrycak (Ukraiński Uniwersytet Katolicki), Wojny z Rosją – lekcje z historii, 30 listopada 2022 r.
100. Dr Anastasija Czerednyczenko, przewodnicząca Ukraińskiego Komitetu Międzynarodowej Rady Muzeów ICOM i dr Piotr Rypson, przewodniczący Polskiego Komitetu Międzynarodowej Rady Muzeów ICOM, Sztuka (prze)trwania. Muzea w czasie wojny i pokoju, 14 czerwca 2023 roku.
101. Lilia Onyszczenko-Szweć, doradczyni prezydenta miasta Lwowa ds. ochrony środowiska historycznego, Michał Krasucki, Stołeczny Konserwator Zabytków Urzędu m.st. Warszawy, O odbudowie miast Ukrainy, 13 września 2023 roku.
102. Piotr Piniński, prezes Fundacji Lanckorońskich i Natalia Tkaczyk, autorka przedmowy i przekładu na język ukraiński Wspomnień wojennych Karoliny Lanckorońskiej, O Karolinie Lanckorońskiej w 125. rocznicę urodzin, 13 grudnia 2023 roku.
103. Piotr Łukaszewicz, autor książki Artes. Nowocześni plastycy lwowscy i Andrij Bojarov, który opracował, zredagował i opatrzył posłowiem jej ukraińskie wydanie, Artes. Nowocześni plastycy lwowscy, 29 maja 2024 roku.
104. Dr Lesia Hasydżak, dyrektor generalna Narodowego Muzeum Hołodomoru-Ludobójstwa w Kijowie, Robert Kostro, dyrektor Muzeum Historii Polski w Warszawie, Dlaczego warto budować nowe muzea?, 11 września 2024 roku.
105. Mykoła Riabczuk, publicysta i pracownik naukowy Instytutu Badań Politycznych i Narodowościowych Narodowej Akademii Nauk Ukrainy i Laurynas Vaičiūnas, politolog, manager kultury i prezes Kolegium Europy Wschodniej im. Jana Nowaka-Jeziorańskiego we Wrocławiu, Europa Środkowo-Wschodnia w świetle wojny, 11 grudnia 2024 roku.